# 2 Reyes 25
2 Reyes 25 es el vigesimoquinto y último capítulo de la segunda parte de los Libros de los Reyes de la Biblia hebrea o Segundo Libro de los Reyes del Antiguo Testamento de la Biblia cristiana El libro es una compilación de varios anales que registran los actos de los reyes de Israel y Judá por un compilador deuteronómico en el siglo VII a. C. con un suplemento añadido en el siglo VI a. C. En este capítulo se narran los acontecimientos ocurridos durante el reinado de Sedequías, último rey de Judá, la caída de Jerusalén, el gobierno de Gedalías y la liberación de Jeconías de la prisión en Babilonia.

## Texto
Este capítulo fue escrito originalmente en Lengua hebrea. Se divide en 30 Versículos.

### Testigos textuales
Algunos de los primeros manuscritos que contienen el texto de este capítulo en hebreo son de la tradición del Texto Masorético, que incluye el Códice de El Cairo (895), el Códice de Alepo (siglo X) y el Códice Leningradensis (1008).
También existe una traducción al griego koiné conocida como Septuaginta, realizada en los últimos siglos a. C.. Los manuscritos antiguos existentes de la versión Septuaginta incluyen el Codex Vaticanus (B; {\displaystyle {\mathfrak {G}}}B; siglo IV) y el Codex Alexandrinus (A; {\displaystyle {\mathfrak {G}}}A; siglo V). .

### Versículo 30

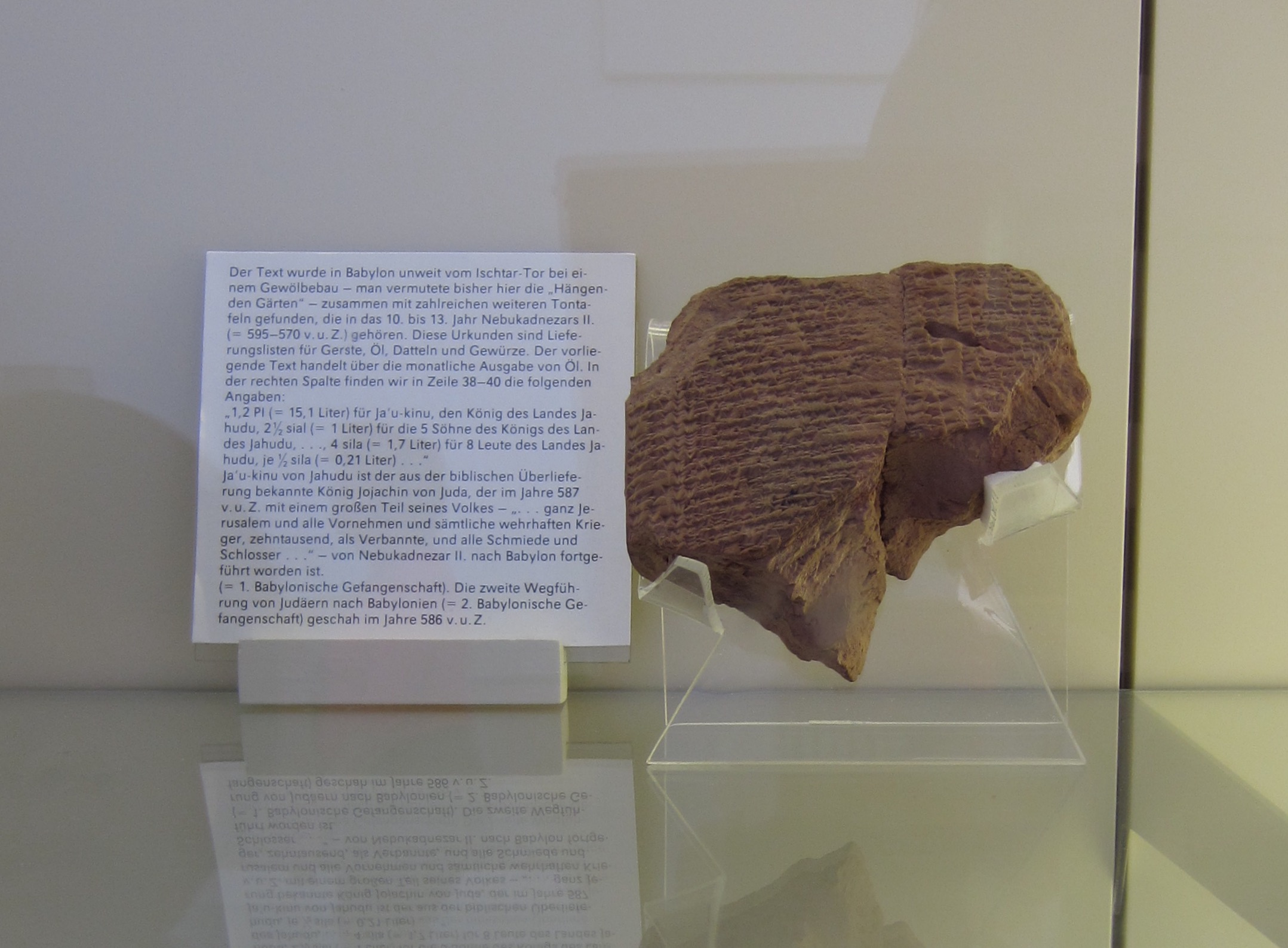
Una tablilla de arcilla del siglo VI que enumera las raciones para el rey Joaquín y sus hijos, cautivos en Babilonia, escritas en lengua acadia en escritura cuneiforme

## Ilustración

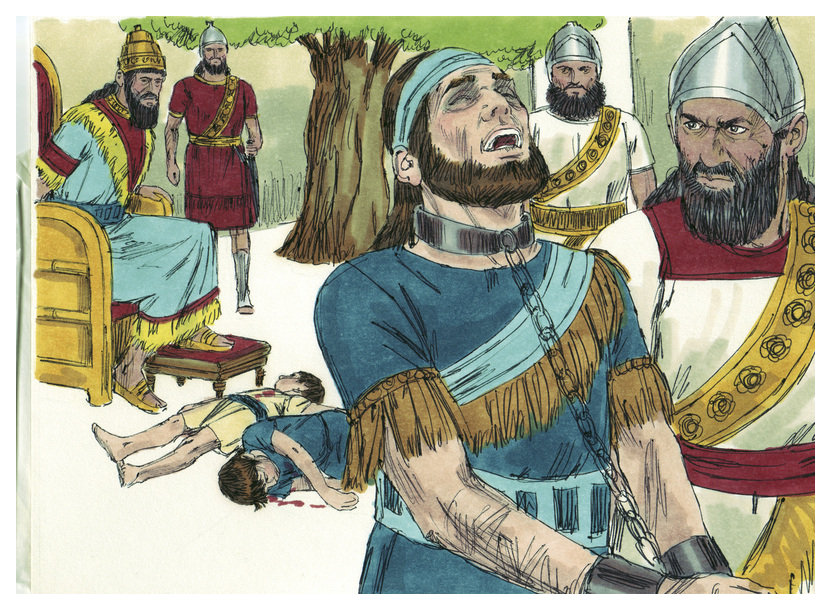
Los hijos de Sedequías fueron muertos y Sedequías quedó ciego ante el rey Nabucodonosor
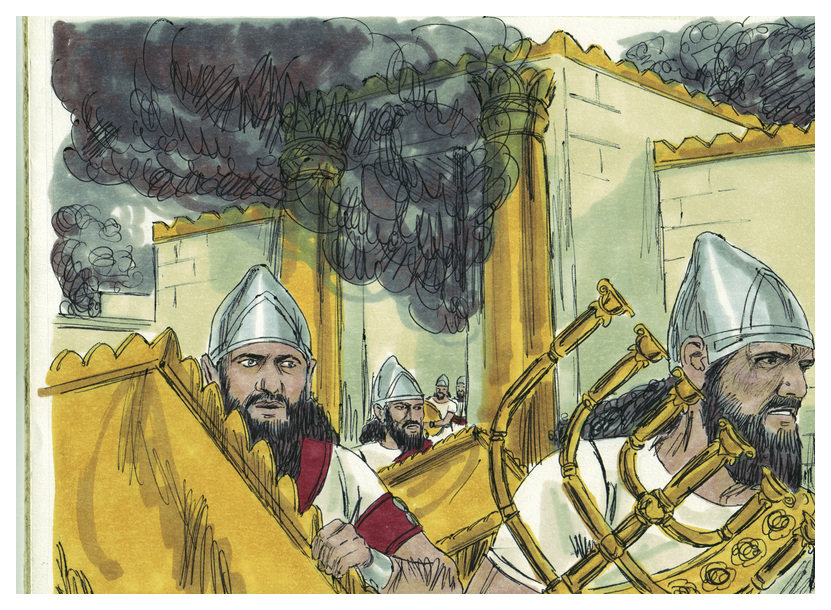
Los babilonios se llevaron los objetos de valor del templo y quemaron los edificios